# کاترینا فون بورا
کاترینا فُن بورا (به آلمانی: Katharina von Bora) (زاده ۲۹ ژانویه ۱۴۹۹ – درگذشته ۲۰ دسامبر ۱۵۵۲)، راهبه کاتولیک آلمانی بود که با نقض قانون امتناع از ازدواج روحانیون کاتولیک، به همسری مارتین لوتر، تجدیدنظرطلب مسیحی و بنیان‌گذار آئین پروتستان درآمد.
کاترینا فُن بورا در تاریخ ۱۳ ژوئن۱۵۲۵ با مارتین لوتر ازدواج کرد و طی زندگی مشترک خود، دارای سه پسر و سه دختر شد.